# Robert Hart

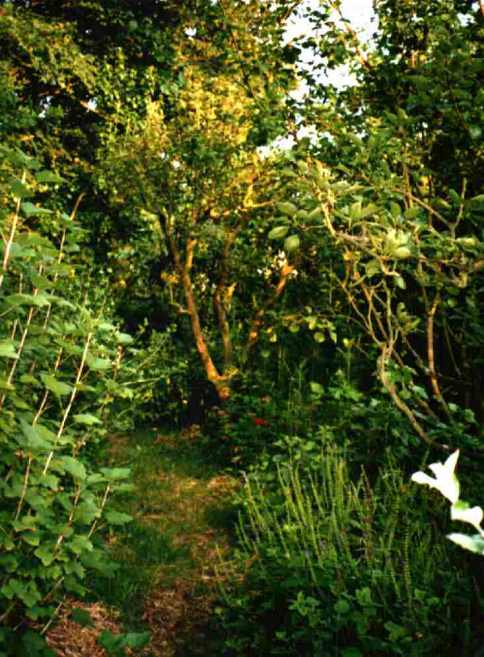
Leśny ogród Roberta Harta w Shropshire, Anglia

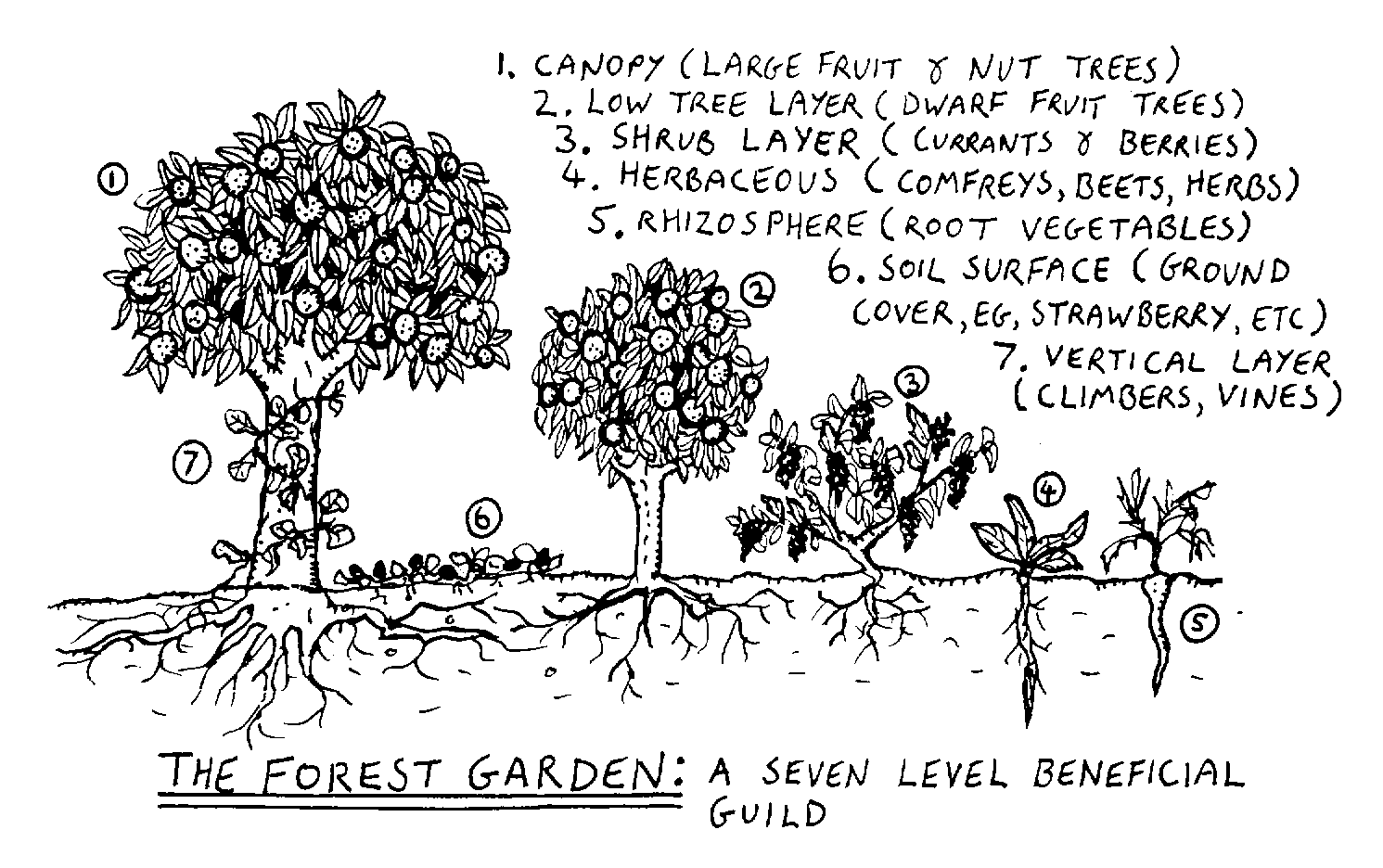
Warstwy roślinności. Rys. Graham Burnett

Robert Adrian de Jauralde Hart (ur. 1 kwietnia 1913, zm. 7 marca 2000) – brytyjski pionier leśnego ogrodnictwa w klimacie umiarkowanym. Stworzył modelowy leśny ogród na powierzchni 0,12-akrowego (500 m²) sadu na swojej farmie.

## Młodość
Robert Hart był synem międzynarodowego prawnika i utalentowanej sopranistki, która porzuciła karierę dla macierzyństwa. Od matki i babki Hart przejął postawę duchową i zamiłowanie do Biblii. Ukończył szkołę w Westminster. Podczas pracy dla Agencji Reutera, dla której pisał sprawozdania z Indii, odkrył filozofię Gandhiego, kładącą nacisk na poszukiwanie prawdy. Postawa ta, wraz z tendencją do pozytywnego myślenia, towarzyszyła mu przez całe życie.
Po wybuchu II wojny światowej, w 1940 Hart został policjantem wojskowym, a następnie pracował w wywiadzie przy łamaniu szyfrów.
Po wojnie prowadził farmy mleczne w Norfolk i Somerset, a w latach 60. zamieszkał w posiadłości Highwood Hill na Wenlock Edge, w hrabstwie Shropshire.

## Wenlock Edge
Robert Hart zamierzał stworzyć zdrową, terapeutyczną atmosferę dla siebie i swojego brata Lacona, który od dziecka miał trudności w uczeniu się. Stawiał na samowystarczalność, toteż wyposażył posiadłość w typowe założenia, jak drzewa owocowe, warzywa jednoroczne, kury i bydło.
Wkrótce jednak przekonał się, że utrzymywanie dużych grządek z jednorocznymi warzywami, hodowla zwierząt gospodarskich i opieka nad sadem są ponad jego siły. Zauważył też, że rośliny wieloletnie i zioła, które zasadził na małej grządce, dobrze rosły bez intensywnej opieki z jego strony. Co więcej, te rośliny były ciekawym dodatkiem do diety i wydawały się dobrze wpływać na zdrowie fizyczne i umysłowe.

## Projekt leśnego ogrodu
Mając na uwadze zasadę Hipokratesa: „niech pożywienie będzie twoim lekarstwem, a lekarstwo pożywieniem”, Robert Hart przeszedł na weganizm, jedząc 90% surowego pożywienia. Trzy podstawowe produkty spożywcze leśnego ogrodu to owoce, orzechy i warzywa liściaste. Ogród Harta na Wenlock Edge był nastawiony na organiczną dietę wegańską.
Zaczął też badać powiązania między roślinami w naturalnych systemach, zwłaszcza w lesie, który jest docelowym ekosystemem chłodnego klimatu umiarkowanego Wysp Brytyjskich. To doprowadziło do stworzenia w latach 80. konceptu agroleśnictwa o nazwie „Forest Garden” (Leśny Ogród). Bazując na podziale lasu na warstwy czy „piętra”, w sadzie jabłkowym i gruszkowym wyróżnił siedem warstw jadalnych:
1. Korony drzew: dojrzałe drzewa owocowe
2. Niskie drzewa: małe drzewka owocowe i orzechowe na karłowatych podkładkach
3. Krzewy: owocowe, np. porzeczki i jagód.
4. Ryzosfera czy „podziemie”: warstwa roślin uprawianych dla korzeni i bulw
5. Rośliny zielne: wieloletnie warzywa i zioła.
6. Powierzchnia gleby: warstwa roślin jadalnych rosnących poziomo.
7. Warstwa pionowa: pnącza.

Jego leśny ogród był dowodem, że możliwa jest uprawa zróżnicowanych gatunków na przestrzeni zaledwie 500 m², a i taki teren zdaniem Roberta Harta był za duży w stosunku do jego potrzeb. Wydana w 1987 książka Forest Garden na kilka lat stała się bestsellerem wśród książek o ekologii i przyniosła rozgłos jego idei.
Poza leśnym ogrodem, w posiadłości Roberta Harta znajdowało się arboretum, żywopłot owocowy, kopiec Hügelkultur, uprawa wierzby, ogród ziołowy, oraz nowatorski system irygacyjny, które jednak nie były przedsięwzięciami pionierskimi.

## Wizja
Hart miał wizję zakładania leśnych ogrodów nawet w najbardziej zabudowanych obszarach:

Oczywiście, niewielu z nas ma szanse przywrócić do życia lasy… Ale dziesiątki milionów ludzi posiada ogrody, lub ma dostęp do miejsc takich jak tereny poprzemysłowe, gdzie można zasadzić drzewa… a gdyby w pełni wykorzystać potencjał nawet najbardziej zabudowanych obszarów, mogłyby powstać „lasy miejskie”.
(Obviously, few of us are in a position to restore the forests…But tens of millions of us have gardens, or access to open spaces such as industrial wastelands, where trees can be planted…and if full advantage can be taken of the potentialities that are available even in heavily built up areas, new ‘city forests’ can arise.)

Dla Roberta Harta leśne ogrody miały być:

...wszechstronną odpowiedzią na dwa blisko związane problemy: degradacji środowiska naturalnego na wielką skalę oraz przytłaczającej ilości chorób, których można uniknąć.
(...comprehensive answer to two closely related problems: large-scale degradation of the natural environment and the colossal toll of avoidable ill-health.).

Według słów Roberta Harta:

Ogrodnictwo leśne umożliwia wszystkim ogrodnikom uprawę ważnego składnika ich pożywienia, które jest podstawą ich zdrowia; łączy dobre ogrodnictwo z dobrym zdrowiem... Bogactwo, obfitość i różnorodność leśnego ogrodu zaspokajają wszelkie ludzkie potrzeby – fizyczne dzięki jedzeniu, materiałom i gimnastyce, a lecznicze i duchowe poprzez piękno i zjednoczenie z całością.
(Forest gardening offers the potential for all gardeners to grow an important element of their health-creating food; it combines positive gardening and positive health . . . The wealth, abundance and diversity of the forest garden provides for all human needs - physical needs through foods, materials and exercise, as well as medicines and spiritual needs through beauty and the connection with the whole.)

## Problemy
Robert Hart nie miał wykształcenia ogrodniczego, a rozmieszczenie roślin w ogrodzie nie było zaplanowane z góry. Gdy drzewa urosły, okazało się, że są za blisko siebie, nie dopuszczając wystarczającej ilości światła do dolnych warstw, toteż niewiele mogło urosnąć pod nimi. Ponieważ listowie zamykało swobodny postęp powietrza, teren pod drzewami pozostawał podmokły. Hart zastosował niewiele roślin dostarczających azotu. Ściółkę trzeba było corocznie dostarczać z zewnątrz ogrodu w celu nawożenia i walki z chwastami. Po terenie biegały myszy. W latach 90. Robert Hart zgadzał się, że jego eksperyment mógłby posłużyć jako punkt wyjściowy do prowadzenia dalszych prac nad leśnymi ogrodami, przez kolejne osoby.

## Dalsze badania
Bill Mollison, jeden z twórców koncepcji permakultury, odwiedził leśny ogród Roberta Harta na Wenlock Edge w październiku 1990. W latach 90. XX w. ogród Roberta Harta stał się celem odwiedzin kolejnych osób zainteresowanych i studentów permakultury, a wyróżnione przez niego 7 warstw roślinności w leśnym ogrodzie zostało włączonych do elementów projektowania permakulturowego. Graham Bell rozpoczął budowę swojego leśnego ogrodu w 1991, a w 1995 napisał książkę The Permaculture Garden. Patrick Whitefield napisał How to Make a Forest Garden w 2002, a Dave Jacke i Eric Toensmeier są autorami dwutomowego dzieła Edible Forest Gardening wydanego w 2005. W 2008 Geoff Lawton nakręcił film Establishing a Food Forest. W 2010 Martin Crawford wydał książkę Creating a Forest Garden: Working with nature to grow edible crops na podstawie swoich doświadczeń przy uprawie leśnego ogrodu, który założył w 1994 w ramach organizacji Agroforestry Research Trust.

## Śmierć
Robert Hart zmarł 7 marca 2000 r. w domu starców w pobliskim Church Stretton i jest pochowany na cmentarzu przykościelnym w sąsiadującej z jego ogrodem wsi Rushbury na Wenlock Edge.

## Prace
- Inviolable Hills: Ecology, Conservation and Regeneration of the British Uplands, Stuart & W (1968). ISBN 0-7224-0101-9.
- Forest Farming: Towards a Solution to Problems of World Hunger and Conservation (współautor: James Sholto Douglas), Rodale Press (1976). ISBN 0-7224-0142-6.
- Ecosociety: A historical study of ecological man, Natraj (1984). ISBN B0006EHVPW.
- The Forest Garden, Institute for Social Inventions (1987). ISBN 0-948826-02-9.
- Forest Gardening: Rediscovering Nature and Community in a Post-Industrial Age, Green Books (UK) (1991, 1996). ISBN 1-900322-02-1.
- Can Life Survive?, esej opublikowany w Deep Ecology and Anarchism, Freedom Press (1993). ISBN 0-900384-67-0.
- Beyond the Forest Garden, Gaia Books, London (1996). ISBN 1-85675-037-X.